# Pachygnatha shengtangensis
Espèce
Pachygnatha shengtangensis est une espèce d'araignées aranéomorphes de la famille des Tetragnathidae.

## Distribution
Cette espèce est endémique du Guangxi en Chine,. Elle se rencontre dans le xian de Jinxiu.

## Description
Le mâle holotype mesure 3,11 mm et la femelle paratype 2,95 mm.

## Systématique et taxinomie
Cette espèce a été décrite par Huang, Wu, Yin, Xu et Chen en 2024.

## Étymologie
Son nom d'espèce, composé de shengtang et du suffixe latin -ensis, « qui vit dans, qui habite », lui a été donné en référence au lieu de sa découverte, le Shengtangshan.

## Publication originale
- Huang, Wu, Yin, Xu & Chen, 2024 : « Two new species of the long-jawed orb-weaving spider genus Pachygnatha Sundevall, 1823 (Araneae, Tetragnathidae) from southern China. » Zootaxa, no 5555(3), p. 385-406.